# Namorik
Namorik (deutsch veraltet: Baringinseln) oder Namdrik ist ein Atoll der Ralik-Kette der Marshallinseln. Das Atoll hat eine Landfläche von 2,77 km², die eine flache Lagune von 8,42 km² umschließt. Die Lagune des Atolls hat keinen schiffbaren Zugang zum Meer.
Seit Ende des 19. Jahrhunderts wurden auf der Insel Kokospalmen zur Kopraproduktion angebaut. Neben den Kokospalmen wachsen Bananen und Pandanus-Bäume auf Namorik.
Es existiert ein Flugfeld auf dem Atoll, IATA-Flughafencode: NDK.
Die Bevölkerung, die 1999 noch 814 Bewohner aufwies, ist bis 2021 auf 299 Einwohner geschrumpft.